# Präsenzflotte
Die sogenannte Präsenzflotte (englisch fleet in being) ist ein strategisches Konzept im Seekrieg. Die Präsenzflotte ist eine Flotte, die durch bloße Existenz, ohne den Hafen verlassen zu müssen, das Kriegsgeschehen beeinflusst – die Flotte „existiert“, agiert aber nicht. Die bloße Möglichkeit des Auslaufens dieser Flotte zwingt den Gegner, ausreichend Streitkräfte bereitzuhalten, um die Präsenzflotte im Fall eines Einsatzes bekämpfen zu können.
Ein Gefecht mit feindlichen Streitkräften soll bei diesem Konzept vermieden werden, sofern der feindliche Verband nicht erheblich schwächer ist, da die entstehenden Verluste die von der Präsenzflotte dargestellte Bedrohung verringern oder gar beenden könnten. Dieses Konzept ist daher für Situationen gedacht, in denen die notwendigen Vorkehrungen gegen ein Auslaufen der Flotte dem Gegner mehr Schaden zufügen als die Flotte in einer Schlacht dem Gegner zufügen könnte.
Eine Präsenzflotte kann zwar dem Gegner die Seeherrschaft verweigern, sie jedoch nicht erringen.

## Wirkungsweise
Eine Präsenzflotte beeinflusst den Gegner auf zwei Arten:
- Einschränkung der Seeverbindungen: Durch die Möglichkeit eines Angriffs auf die gegnerischen Seeverbindungen werden diese eingeschränkt. Um Angriffe auf seine Handels- und Transportschiffe zu vermeiden, muss der Gegner entweder den Seeverkehr seiner Schiffe einstellen oder diese mit seinen eigenen Kriegsschiffen schützen. Da dies für einzelne Schiffe zu aufwändig wäre, muss er seine Schiffe in Konvois zusammenfassen. Der Einsatz von Konvois reduziert jedoch die zur Verfügung stehenden Transportkapazitäten, da die Schiffe jetzt länger brauchen, um ihre Zielhäfen zu erreichen. Anstatt dass jedes Schiff die direkte Route vom Start- zum Zielhafen mit seiner eigenen bestmöglichen Geschwindigkeit befährt, muss es jetzt erst zum Sammelpunkt des Konvois am Rande des gefährdeten Seegebiets fahren, oft ein Umweg, und dort auf die restlichen Schiffe warten. Dann fährt es im Konvoi mit der Geschwindigkeit des langsamsten Schiffes durch das gefährdete Gebiet, bis der Konvoi an dessen Ende aufgelöst wird. Von dort aus fährt das Schiff dann wieder alleine weiter. Wird der Konvoi in der Nähe des Zielhafens aufgelöst und steuern mehrere Schiffe des Konvois den gleichen Hafen an, können zusätzliche Wartezeiten auftreten, wenn die Kapazitäten des Hafens für so viele gleichzeitig eintreffende Schiffe nicht ausreichen.

- Bindung der Flottenkräfte: Um seine Konvois zu schützen, muss der Gegner eigene Flottenkräfte bereitstellen, die damit für andere Aufgaben nicht zur Verfügung stehen. Diese Flottenkräfte müssen mindestens so stark sein, dass sie die Präsenzflotte im Falle eines tatsächlichen Auslaufens mit Aussicht auf Erfolg bekämpfen können. Wie groß diese Sicherungsflotte im Vergleich zur Stärke der Präsenzflotte sein muss, ist von verschiedenen Faktoren abhängig. So bedrohte z. B. die italienische Flotte im Zweiten Weltkrieg die Hauptnachschublinie für die britischen Truppen in Nordafrika von Gibraltar nach Alexandria von ihren zentral im Mittelmeer gelegenen Basen. Von Italien konnte sie jederzeit sowohl Gibraltar im Westen als auch Alexandria im Osten angreifen. Die Briten hingegen konnten von ihren beiden am Rande gelegenen Stützpunkten jeweils nur eine Hälfte des Mittelmeers abdecken. Dies zwang sie dazu, an beiden Standorten starke Kampfverbände zu stationieren, von denen jeder stark genug sein musste, es alleine mit der italienischen Flotte aufzunehmen. Auf diese Art kann eine Präsenzflotte feindliche Kräfte binden, die ein Vielfaches der eigenen Stärke haben.

## Geschichte

### Pfälzischer Erbfolgekrieg
Im Pfälzischen Erbfolgekrieg stand 1690 die britische Kanalflotte unter Lord Torrington einer ihr überlegenen französischen Flotte gegenüber. Er schlug seinem Vorgesetzten deshalb vor, außer in äußerst günstigen Situationen Gefechte zu vermeiden, bis Verstärkung verfügbar war. Bis dahin sollten seine Einheiten als fleet in being die Franzosen daran hindern, ihre Schiffe woanders einzusetzen. Dies ist die erste bekannte Erwähnung des Begriffs fleet in being.

### Erster Weltkrieg
Im Verlauf des Ersten Weltkrieges standen sich Einheiten der britischen Grand Fleet und der deutschen Hochseeflotte gegenüber. Da die zahlenmäßig überlegene britische Marine schwere Einheiten zur Bekämpfung des deutschen Kreuzerkrieges in Übersee abzog, herrschte in Gewässern der Nordsee ein annäherndes Kräftegleichgewicht. Die deutsche Hochseeflotte befand sich dabei im durch umfangreiche Minenfelder und Sandbänke gesicherten Gewässer der deutschen Bucht, maßgeblich der Elbmündung und dem Jadebusen. Die englische Grand Fleet beschränkte sich auf eine Fernblockade und hatte ihren Standort vor den Orkney-Inseln bei Scapa Flow. Beide Flotten erlagen einem strategischen Patt, so konnten die Briten die Grand Fleet aufgrund der anwesenden deutschen Hochseeflotte nicht anderweitig einsetzen, ebenso war der deutschen Hochseeflotte eine defensive Position auferlegt, da sie durch die Grand Fleet an umfangreichen Operationen außerhalb der Nordsee, bzw. dem für den kontinentalen englischen Truppennachschub strategisch wichtigen Ärmelkanal gehindert wurde. Weiter war seitens des deutschen Heeres gewollt, dass die defensiv zurückgehaltene Flotte vor Landungen an der Küste abschrecken sollte, und es gab Überlegungen, die Flotte als Trumpf für Friedensverhandlungen „aufzusparen“. Ein offener Schlagabtausch beider Flotten sollte vermieden werden, da für England ein Verlust der Seeherrschaft aufgrund der Insellage konkret existenzgefährdend gewesen wäre, ferner wog die Furcht vor etwaigem Verlust von Großkampfschiffen schwer, aufgrund der langen Bauzeit und aufwendigen sowie kostenreichen Produktion. Nur selten im Verlauf des Krieges wurde das beidseitige defensive Konzept durchbrochen, so im Gefecht auf der Doggerbank und der Skagerrakschlacht.

### Finnisch-Sowjetischer Winterkrieg
Während des Winterkrieges wurde die überlegene sowjetische Baltische Rotbannerflotte durch die beiden finnischen Küstenpanzerschiffe Ilmarinen und Väinämöinen an jeder Landungsoperation gehindert.

### Zweiter Weltkrieg
Während des Zweiten Weltkrieges bedrohte die italienische Flotte die britischen Seewege im Mittelmeer, verweigerte sich aber einer mehrfach von den Briten gesuchten Entscheidungsschlacht, was die Briten zur Stationierung starker Seestreitkräfte im Mittelmeer nötigte. Mit dem überraschenden Angriff auf Tarent am 12. November 1940 dezimierten die Briten die einsatzbereiten italienischen Schlachtschiffe und konnten die Bedrohung vermindern.
Im selben Krieg bedrohte die deutsche Kriegsmarine durch in Norwegen stationierte Schlachtschiffe und Schwere Kreuzer, insbesondere das Schlachtschiff Tirpitz, die alliierten Konvois im Nordmeer. Dies zwang die Briten, diese Konvois ihrerseits mit starken Kräften zu schützen, obwohl die deutschen Schiffe selten ausliefen und die wenigen tatsächlich durchgeführten Angriffe (Schlacht in der Barentssee, Seegefecht vor dem Nordkap) mit schweren deutschen Verlusten scheiterten.

### Historische Einordnung
Voraussetzung für die Existenz einer Präsenzflotte ist eine sichere Basis, von der aus die Flotte operieren kann, in der sie aber gleichzeitig vor einer überlegenen Feindflotte sicher ist. Dies konnte ursprünglich durch die Präsenz starker Küstenbatterien erreicht werden, welche einen Angriff auf den Stützpunkt verhinderten. Bei den Angriffen auf Tarent und Pearl Harbor zeigte sich jedoch, dass ein Hafen keinen sicheren Schutz gegen die Luftstreitkräfte einer überlegenen Feindflotte bieten kann. Nur eine ausreichende Entfernung vom Kampfgebiet kann noch den benötigten Schutz bieten, jedoch macht diese Entfernung es gleichzeitig unmöglich, eine reale Bedrohung für den Gegner darzustellen. Damit ist das Präsenzflotten-Konzept heute kaum noch anwendbar.
Der Begriff Präsenzflotte ist beschränkt auf den Seekrieg, das dahinterliegende Konzept kann aber grundsätzlich auch im Landkrieg angewendet werden. Eine belagerte Festung kann praktisch als Army in being feindliche Kräfte binden, indem sie eine Bedrohung für die Nachschublinien darstellt. Ein Beispiel dafür ist die britische Festung Tobruk im Afrikafeldzug, welche 1941 von den Achsenmächten umgangen und abgeschnitten wurde. Um zu verhindern, dass die in der Festung stationierten Truppen (die von See aus versorgt werden konnten) einen Ausfall machten, mussten starke Kräfte um die Festung herum stationiert werden. Eine Fortsetzung der Offensive der Achsenmächte wurde unmöglich, solange Tobruk nicht erobert war.

## Belegstellen
1. ↑  David Stevenson: Der Erste Weltkrieg. 1914–1918. Artemis und Winkler, Düsseldorf 2006, ISBN 3-538-07214-0, S. 115.